# Cingoli
Cingoli là một đô thị thuộc tỉnh Macerata trong vùng Marches của Ý.
Đô thị này có làng giáp các đô thị sau: Apiro, Appignano, Filottrano, Jesi, San Severino Marche, Staffolo, Treia.
Đô thị Cingoli có diện tích 147 km2, dân số thời điểm 31 tháng 12 năm 2004 là 10.554 người.